# 女子野球中華民国代表
女子野球中華民国代表（じょしやきゅうチャイニーズタイペイだいひょう）は、台湾における野球のナショナルチームである。中華人民共和国からの外交圧力によって、「中華民国」「台湾」の呼称は使えず、国際大会では「チャイニーズタイペイ」（中華台北）の呼称を使用する。

## 沿革
2017年と2019年に行われた、女子野球アジアカップの第一回大会と第二回大会においても準優勝している。 
2018年、第8回IBAF女子ワールドカップで初の準優勝。

## 参加国際大会
- 女子野球アジアカップ
- IBAF女子ワールドカップ